# René Pascal
 (février 2017).
Si vous disposez d'ouvrages ou d'articles de référence ou si vous connaissez des sites web de qualité traitant du thème abordé ici, merci de compléter l'article en donnant les références utiles à sa vérifiabilité et en les liant à la section « Notes et références ».
René Bazart dit René Pascal, est un régisseur général, directeur de production et acteur français, né le 27 novembre 1907 dans le 10e arrondissement de Paris et mort le 28 février 1995 à Salses-le-Château.

## Biographie
Il commence sa carrière en 1930 dans la distribution cinématographique à l'A.C.E (Alliance Cinématographique Européenne) où il travaille pendant huit ans. En 1936, il devient acteur et régisseur de théâtre, notamment dans la Compagnie Claude Dauphin de 1946 à 1951.
À partir de 1946, il joue de petits rôles au cinéma (ou silhouettes). Il participera ainsi à 126 films comme acteur.
De 1951 à 1961, il est assistant réalisateur, régisseur, régisseur général, directeur de production de courts et moyens métrages, réalisateur de films publicitaires, directeur de production d'émissions radiophoniques.
Il travaille également sur des séries de films pour la télévision en co-production avec l'O.R.T.F, notamment en 1964 avec Jean Kerchbron.
En 1972, il prend sa retraite et s'installe dans le sud de la France où il passera les vingt dernières années de sa vie. Il décède dans les Pyrénées-Orientales à l'âge de 87 ans.
Il a eu une fille : Pascaline, née en 1970.

## Filmographie partielle

### Cinéma
- 1946 : Antoine et Antoinette de Jacques Becker
- 1946 : Le Beau Voyage de Louis Cuny
- 1946 : Le silence est d'or de René Clair
- 1946 : La Taverne du poisson couronné de René Chanas
- 1947 : Ploum ploum tra la la de Robert Hennion
- 1947 : Miroir de Raymond Lamy
- 1947 : Bethsabée de Léonide Moguy
- 1947 : Carré de valets de André Berthomieu
- 1947 : Le Diamant de cent sous de Jacques Daniel-Norman
- 1947 : Et dix de der de Robert Hennion
- 1947 : L'Éventail de Emile-Edwin Reinert
- 1947 : Fort de la solitude de Robert Vernay
- 1947 : Les Maris de Léontine de René Le Hénaff
- 1947 : La Renégate de Jacques Séverac
- 1947 : La Révoltée de Marcel L'Herbier
- 1947 : Si jeunesse savait de André Cerf
- 1947 : Une nuit à Tabarin de Carl Lamac
- 1947 : Un flic de Maurice de Canonge
- 1947 : La Vie en rose de Jean Faurez
- 1948 : Erreur judiciaire de Maurice de Canonge
- 1948 : Entre onze heures et minuit de Henri Decoin
- 1948 : Toute la famille était là de Jean de Marguenat
- 1949 : Histoires extraordinaires de Jean Faurez
- 1949 : Lady Paname de Henri Jeanson
- 1949 : Un homme marche dans la ville de Marcel Pagliero
- 1950 : Justice est faite de André Cayatte
- 1950 : Ma pomme de Marc-Gilbert Sauvajon
- 1950 : La Rue sans loi de Marcel Gibaud
- 1950 : La vie est un jeu de Raymond Leboursier
- 1951 : Casque d'Or de Jacques Becker
- 1951 : Ils étaient cinq de Jack Pinoteau
- 1951 : Moumou de René Jayet
- 1951 : Le Plaisir de Max Ophüls
- 1951 : Une fille sur la route de Jean Stelli
- 1951 : Une histoire d'amour de Guy Lefranc
- 1951 : Rome Paris Rome  « Signori in carroza » de Luigi Zampa
- 1952 : La Maison dans la dune de Georges Lampin
- 1952 : Adorables créatures de Christian-Jaque
- 1952 : La Danseuse nue de Pierre Louis
- 1952 : Soyez les bienvenus de Pierre Louis
- 1952 : La Fille au fouet de Jean Dréville
- 1953 : Le Collège en folie de Henri Lepage
- 1953 : Mandat d'amener de Pierre Louis
- 1953 : Raspoutine de Georges Combret
- 1953 : Les Révoltés de Lomanach de Richard Pottier
- 1955 : French Cancan de Jean Renoir
- 1957 : Les étoiles ne meurent jamais de Max de Vaucorbeil
- 1959 : La Pyramide humaine de Jean Rouch
- 1961 : Vacances en enfer de Jean Kerchbron
- 1962 : La Punition de Jean Rouch
- 1962 : Le Glaive et la Balance de André Cayatte
- 1964 : Jean-Marc ou la Vie conjugale et Françoise ou la Vie conjugale de André Cayatte
- 1964 : Le Bonheur de Agnès Varda
- 1965 : Au hasard Balthazar de Robert Bresson
- 1965 : Le Chant du monde de Marcel Camus
- 1966 : Les Créatures de Agnès Varda
- 1966 : Les Demoiselles de Rochefort de Jacques Demy
- 1967 : Benjamin ou les Mémoires d'un puceau de Michel Deville
- 1967 : Je t'aime, je t'aime de Alain Resnais
- 1967 : Mouchette de  Robert Bresson
- 1968 : Mazel Tov ou le Mariage de Claude Berri
- 1969 :  Bye bye, Barbara de Michel Deville
- 1969 : La Maison de campagne de Jean Girault
- 1969 : Tout peut arriver de Philippe Labro
- 1970 : Clodo de Georges Clair
- 1970 : Un aller simple de José Giovanni
- 1972 : État de Siège de Costa Gavras

### Télévision
- 1964 : Festival (1-2-3-4-5) de Jean Kerchbron
- 1964 : Félix (1-2-3-4) de Christian Duvaleix
- 1968 : Le Service des affaires classées de Yannick Andréi

## Théâtre
- 1936 : Le voyage de Monsieur Perrichon d'Eugène Labiche
- 1943 : Ma tante d'Honfleur de Paul Gavault
- 1943 : Le voyage de Monsieur Perrichon d'Eugène Labiche
- 1943 : La Dame aux Camélias d'Alexandre Dumas
- 1943 : Topaze de Marcel Pagnol
- 1943 : La Cocarde de Mimi Pinson de Maurice Ordonneau (opérette)
- 1947 : L'amour vient en jouant de Jean Bernard-Luc, mise en scène Pierre-Louis, créé le 22 avril au Théâtre Édouard VII, puis en tournée à Bruxelles, Aix-les-Bains, Nice, puis Algérie, Tunisie, Maroc (tournée d'un an)
- 1947 : Maldonne de Pierre Lafeychine  au Théâtre La Bruyère (30 représentations)
- 1951 : Mister Roberts de Thomas Heggen & Joshua Logan

## Radio
- 1951 à 1953 : Vichy Célestins, émissions publicitaires hebdomadaires sur Radio Luxembourg avec Pauline Carton
- 1954 : Faits Divers de Pierre Billard

## Récompenses et distinctions
- Officier de l'ordre national du Mérite
- Grand Officier de l'Académie Européenne des Arts
- Chevalier de l'Ordre du Mérite Scientifique
- Médaille d'Argent de la Ville de Paris
- Médaille d'Argent Arts-Sciences-Lettres
- Médaille de Vermeil du Grand Prix Humanitaire de France